# Liste der Stolpersteine in Lengerich
Die Liste der Stolpersteine in Lengerich enthält Stolpersteine, die im Rahmen des gleichnamigen Kunst-Projekts von Gunter Demnig in Lengerich (Westfalen) verlegt wurden. Mit ihnen soll der Opfer des Nationalsozialismus gedacht werden, die in Lengerich lebten und wirkten.

## Liste der Stolpersteine
| Adresse            | Person              | Inschrift | Verlegt       | Foto | Informationen |
| ------------------ | ------------------- | --- | ------------- | --- | ------------- |
| Altstadt 16        | Rosa Abrahamson     | HIER WOHNTE ROSA ABRAHAMSON ... | 24. Nov. 2020 | Bild gesucht Der Benutzer GeorgDerReisende ( Diskussion ) wünscht sich an dieser Stelle ein Bild vom Ort mit diesen Koordinaten 52.189975 7.849177 . Motiv: Altstadt 16: die Stolpersteine für die Familie Abrahamson, die Lage und das Haus Falls du dabei helfen möchtest, erklärt die Anleitung , wie das geht. BW     | [ 1 ]         |
| Altstadt 16        | Albert Abrahamson   | HIER WOHNTE ALBERT ABRAHAMSON ... | 24. Nov. 2020 | Bild gesucht Die Wikipedia wünscht sich an dieser Stelle ein Bild vom hier behandelten Ort. Falls du dabei helfen möchtest, erklärt die Anleitung , wie das geht. BW |               |
| Altstadt 16        | Max Abrahamson      | HIER WOHNTE MAX ABRAHAMSON ... | 24. Nov. 2020 | Bild gesucht Die Wikipedia wünscht sich an dieser Stelle ein Bild vom hier behandelten Ort. Falls du dabei helfen möchtest, erklärt die Anleitung , wie das geht. BW |               |
| Altstadt 16        | Selma Abrahamson    | HIER WOHNTE SELMA ABRAHAMSON ... | 24. Nov. 2020 | Bild gesucht Die Wikipedia wünscht sich an dieser Stelle ein Bild vom hier behandelten Ort. Falls du dabei helfen möchtest, erklärt die Anleitung , wie das geht. BW |               |
| Altstadt 16        | Hermann Abrahamson  | HIER WOHNTE HERMANN ABRAHAMSON ...                                                                                                   | 24. Nov. 2020 | Bild gesucht Die Wikipedia wünscht sich an dieser Stelle ein Bild vom hier behandelten Ort. Falls du dabei helfen möchtest, erklärt die Anleitung , wie das geht. BW |               |
| Altstadt 20        | Julchen Meyer       | HIER WOHNTE JULCHEN MEYER ... | 24. Nov. 2020 | Bild gesucht Der Benutzer GeorgDerReisende ( Diskussion ) wünscht sich an dieser Stelle ein Bild vom Ort mit diesen Koordinaten 52.190331 7.848936 . Motiv: Altstadt 20: die Stolpersteine für die Familie Meyer, die Lage und das Haus Falls du dabei helfen möchtest, erklärt die Anleitung , wie das geht. BW          | [ 2 ]         |
| Altstadt 20        | Helene Meyer        | HIER WOHNTE HELENE MEYER ... | 24. Nov. 2020 | Bild gesucht Die Wikipedia wünscht sich an dieser Stelle ein Bild vom hier behandelten Ort. Falls du dabei helfen möchtest, erklärt die Anleitung , wie das geht. BW |               |
| Bahnhofstraße 9    | Rika Mildenberg     | HIER WOHNTE RIKA MILDENBERG GEB. AUERBACH JG. 1854 UNFREIWILLIG VERZOGEN 1938 ESSEN GEDEMÜTIGT/ENTRECHTET TOT 12.4.1941              | 24. Nov. 2020 | Bild gesucht Der Benutzer GeorgDerReisende ( Diskussion ) wünscht sich an dieser Stelle ein Bild vom Ort mit diesen Koordinaten 52.188357 7.853009 . Motiv: Bahnhofstraße 9: die Stolpersteine für die Familie Mildenberg, die Lage und das Haus Falls du dabei helfen möchtest, erklärt die Anleitung , wie das geht. BW | [ 3 ]         |
| Bahnhofstraße 9    | Julius Mildenberg   | HIER WOHNTE JULIUS MILDENBERG JG. 1879 DEPORTIERT 1941 LODZ/LITZMANNSTADT ERMORDET 8.5.1942 CHELMNO/KULMHOF                          | 24. Nov. 2020 | Bild gesucht Die Wikipedia wünscht sich an dieser Stelle ein Bild vom hier behandelten Ort. Falls du dabei helfen möchtest, erklärt die Anleitung , wie das geht. BW |               |
| Bahnhofstraße 9    | Rosa Mildenberg     | HIER WOHNTE ROSA MILDENBERG GEB. WEINBERG JG. 1888 DEPORTIERT 1941 LODZ/LITZMANNSTADT ERMORDET 8.5.1942 CHELMNO/KULMHOF              | 24. Nov. 2020 | Bild gesucht Die Wikipedia wünscht sich an dieser Stelle ein Bild vom hier behandelten Ort. Falls du dabei helfen möchtest, erklärt die Anleitung , wie das geht. BW |               |
| Bahnhofstraße 9    | Resi Wolff          | HIER WOHNTE RESI WOLFF GEB. MILDENBERG JG. 1919 FLUCHT 1939 HOLLAND INTERNIERT WESTERBORK DEPORTIERT 1943 SOBIBOR ERMORDET 21.5.1943 | 24. Nov. 2020 | Bild gesucht Die Wikipedia wünscht sich an dieser Stelle ein Bild vom hier behandelten Ort. Falls du dabei helfen möchtest, erklärt die Anleitung , wie das geht. BW |               |
| Bahnhofstraße 9    | Ingeborg Mildenberg | HIER WOHNTE INGEBORG MILDENBERG JG. 1920 FLUCHT 1939 MIT HILFE ENGLAND, SCHOTTLAND 1940 USA                                          | 24. Nov. 2020 | Bild gesucht Die Wikipedia wünscht sich an dieser Stelle ein Bild vom hier behandelten Ort. Falls du dabei helfen möchtest, erklärt die Anleitung , wie das geht. BW |               |
| Bahnhofstraße 9    | Ruth Mildenberg     | HIER WOHNTE RUTH MILDENBERG JG. 1928 DEPORTIERT 1941 LODZ/LITZMANNSTADT ERMORDET 8.5.1942 CHELMNO / KULMHOF                          | 24. Nov. 2020 | Bild gesucht Die Wikipedia wünscht sich an dieser Stelle ein Bild vom hier behandelten Ort. Falls du dabei helfen möchtest, erklärt die Anleitung , wie das geht. BW |               |
| Bahnhofstraße 17   | Leonore Kaufmann    | HIER WOHNTE LEONORE KAUFMANN ... | 24. Nov. 2020 | Bild gesucht Der Benutzer GeorgDerReisende ( Diskussion ) wünscht sich an dieser Stelle ein Bild vom Ort mit diesen Koordinaten 52.188074 7.854027 . Motiv: Bahnhofstraße 17: die Stolpersteine für die Familie Kaufmann, die Lage und das Haus Falls du dabei helfen möchtest, erklärt die Anleitung , wie das geht. BW  | [ 4 ]         |
| Bahnhofstraße 17   | Richard Kaufmann    | HIER WOHNTE RICHARD KAUFMANN ... | 24. Nov. 2020 | Bild gesucht Die Wikipedia wünscht sich an dieser Stelle ein Bild vom hier behandelten Ort. Falls du dabei helfen möchtest, erklärt die Anleitung , wie das geht. BW |               |
| Münsterstraße 23 · |                     | HIER STAND DIE JÜDISCHE SYNAGOGE ERBAUT 1820/21 ZERSTÖRT 10.11.1938                                                                  | 16. Nov. 2007 | Bild gesucht Der Benutzer GeorgDerReisende ( Diskussion ) wünscht sich an dieser Stelle ein Bild vom Ort mit diesen Koordinaten 52.186659 7.850494 . Motiv: Münsterstraße 23: der Stolperstein für die ehemalige Synagoge und seine Lage Falls du dabei helfen möchtest, erklärt die Anleitung , wie das geht. BW         |               |
| Rathausplatz 3     | Otto Albersheim     | HIER WOHNTE OTTO ALBERSHEIM JG. 1920 VERHAFTET 1938 DEPORTIERT 1942 RICHTUNG OSTEN ERMORDET 21.12.1943 KZ BUCHENWALD                 | 16. Nov. 2007 | Bild gesucht Der Benutzer GeorgDerReisende ( Diskussion ) wünscht sich an dieser Stelle ein Bild vom Ort mit diesen Koordinaten 52.189005 7.851202 . Motiv: Rathausplatz 3: die Stolpersteine für die Familie Albersheim, die Lage und das Haus Falls du dabei helfen möchtest, erklärt die Anleitung , wie das geht. BW  | [ 5 ]         |
| Rathausplatz 3     | Lina Albersheim     | HIER WOHNTE LINA ALBERSHEIM JG. 1881 DEPORTIERT 1942 RICHTUNG OSTEN ERMORDET                                                         | 16. Nov. 2007 | Bild gesucht Die Wikipedia wünscht sich an dieser Stelle ein Bild vom hier behandelten Ort. Falls du dabei helfen möchtest, erklärt die Anleitung , wie das geht. BW |               |